# Listă de filme britanice din 1942
Aceasta este o listă de filme britanice din 1942:

## Lista
| Titlu                          | Regizor                            | Distribuție                                    | Gen                | Note                                               |
| ------------------------------ | ---------------------------------- | ---------------------------------------------- | ------------------ | -------------------------------------------------- |
| Alibi                          | Brian Desmond Hurst                | James Mason, Margaret Lockwood                 | Thriller           |                                                    |
| Asking for Trouble             | Oswald Mitchell                    | Max Miller, Carole Lynne                       | Comedy             |                                                    |
| Back-Room Boy                  | Herbert Mason                      | Arthur Askey, Moore Marriott, Graham Moffatt   | Comedy             |                                                    |
| The Balloon Goes Up            | Redd Davis                         | Ethel Revnell, Gracie West                     | Musical comedy     |                                                    |
| Banana Ridge                   | Walter C. Mycroft                  | Robertson Hare, Alfred Drayton                 | Comedy             |                                                    |
| The Big Blockade               | Charles Frend                      | Leslie Banks, John Mills                       | World War II       |                                                    |
| The Black Sheep of Whitehall   | Basil Dearden                      | Will Hay, John Mills                           | Comedy             |                                                    |
| Bob's Your Uncle               | Oswald Mitchell                    | Albert Modley, Jean Colin                      | Comedy             |                                                    |
| Breach of Promise              | Harold Huth                        | Clive Brook, Judy Campbell                     | Comedy             |                                                    |
| Coastal Command                | J. B. Holmes                       | Roger Hunter, Charles Norman Lewis             | World War II       |                                                    |
| The Day Will Dawn              | Harold French                      | Hugh Williams, Griffiths Jones                 | World War II       |                                                    |
| The First of the Few           | Leslie Howard                      | Leslie Howard, David Niven                     | World War II       |                                                    |
| Flying Fortress                | Walter Forde                       | Richard Greene, Carla Lehmann                  | War                |                                                    |
| The Foreman Went to France     | Charles Frend                      | Clifford Evans, Tommy Trinder                  | War                |                                                    |
| Front Line Kids                | Maclean Rogers                     | Leslie Fuller, Anthony Holles                  | Comedy             |                                                    |
| Gert and Daisy Clean Up        | Maclean Rogers                     | Elsie Waters, Doris Waters                     | Comedy             | [ 1 ]                                              |
| Gert and Daisy's Weekend       | Maclean Rogers                     | Elsie Waters, Doris Waters                     | Comedy             | [ 2 ]                                              |
| Go to Blazes                   | Walter Forde                       | Will Hay, Thora Hird                           | Comedy             | Short film                                         |
| The Goose Steps Out            | Basil Dearden                      | Will Hay, Frank Pettingell                     | Comedy             |                                                    |
| The Great Mr. Handel           | Norman Walker                      | Wilfrid Lawson, Elizabeth Allan                | Biopic             |                                                    |
| Hard Steel                     | Norman Walker                      | Wilfrid Lawson, Betty Stockfeld                | Drama              |                                                    |
| Hatter's Castle                | Lance Comfort                      | Robert Newton, Deborah Kerr, James Mason       | Drama              |                                                    |
| In Which We Serve              | David Lean                         | Noël Coward, John Mills, Bernard Miles         | World War II       | Number 92 in the list of BFI Top 100 British films |
| King Arthur Was a Gentleman    | Marcel Varnel                      | Arthur Askey, Evelyn Dall                      | Comedy             |                                                    |
| Lady from Lisbon               | Leslie S. Hiscott                  | Francis L. Sullivan, Jane Carr                 | Comedy             |                                                    |
| Let the People Sing            | John Baxter                        | Alastair Sim, Fred Emney                       | Comedy             |                                                    |
| Listen to Britain              | Humphrey Jennings                  | Chesney Allen, Bud Flanagan                    | Propaganda short   |                                                    |
| The Missing Million            | Philip Brandon                     | Linden Travers, John Warwick                   | Crime              |                                                    |
| Much Too Shy                   | Marcel Varnel                      | George Formby, Kathleen Harrison               | Comedy             |                                                    |
| The Next of Kin                | Thorold Dickinson                  | Mervyn Johns, John Chandos                     | War/drama          |                                                    |
| The Night Has Eyes             | Leslie Arliss                      | James Mason, Wilfrid Lawson                    | Thriller           |                                                    |
| One of Our Aircraft Is Missing | Michael Powell, Emeric Pressburger | Godfrey Tearle, Eric Portman, Googie Withers   | World War II       |                                                    |
| The Peterville Diamond         | Walter Forde                       | Anne Crawford, Donald Stewart                  | Comedy             |                                                    |
| Rose of Tralee                 | Germain Burger                     | John Longden, Lesley Brook                     | Musical            |                                                    |
| Sabotage at Sea                | Leslie S. Hiscott                  | David Hutcheson, Margaretta Scott              | War                |                                                    |
| Salute John Citizen            | Maurice Elvey                      | Edward Rigby, Mabel Constanduros, Jimmy Hanley | Drama              |                                                    |
| Secret Mission                 | Harold French                      | James Mason, Hugh Williams                     | World War II       |                                                    |
| Somewhere in Camp              | John E. Blakeley                   | Frank Randle, Dan Young                        | Comedy             |                                                    |
| Suspected Person               | Lawrence Huntington                | Clifford Evans, Patricia Roc                   | Thriller           |                                                    |
| Talk About Jacqueline          | Harold French, Paul L. Stein       | Hugh Williams, Carla Lehmann                   | Comedy             |                                                    |
| They Flew Alone                | Herbert Wilcox                     | Anna Neagle, Robert Newton                     | Biopic             |                                                    |
| This Was Paris                 | John Harlow                        | Ann Dvorak, Ben Lyon                           | War                |                                                    |
| Those Kids from Town           | Lance Comfort                      | George Cole, Harry Fowler                      | Drama              |                                                    |
| Thunder Rock                   | Roy Boulting                       | Michael Redgrave, Lilli Palmer, James Mason    | Drama              |                                                    |
| Uncensored                     | Anthony Asquith                    | Eric Portman, Phyllis Calvert                  | World War II       |                                                    |
| Unpublished Story              | Harold French                      | Richard Greene, Valerie Hobson, Basil Radford  | World War II/drama |                                                    |
| We'll Smile Again              | John Baxter                        | Bud Flanagan, Chesney Allen                    | Comedy             |                                                    |
| Went the Day Well?             | Alberto Cavalcanti                 | Leslie Banks, Mervyn Johns, Basil Sydney       | World War II       |                                                    |
| The Young Mr Pitt              | Carol Reed                         | Robert Donat, Robert Morley                    | Drama              |                                                    |